# أتول كومار
أتول كومار (بالهندية: अतुल कुमार؛ بالإنجليزية: Atul Kumar) هو كيميائي وعالم هندي، ولد في 28 أبريل 1963 في لكهنؤ في الهند.